# Arjyz
Arjyz (del ruso: Архы́з) es un sеlо montañosa en las cercanías del aul epónimo que se encuentra a una altitud de 1450 metros en el valle del río Bolshói Zelenchuk, en la república de Karacháyevo-Cherkesia, en el Gran Cáucaso de Rusia, unos 70 km tierra adentro desde la costa del mar Negro. El pueblo moderno fue fundado en 1922 cerca de la confluencia de los ríos Arjyz y Pshysh. La elevación de las montañas que rodean el emplazamiento es de unos 3000 m s. n. m.

## Historia
Nizhni Arjyz es una excavación arqueológica que se extiende cuatro kilómetros alrededor de las ruinas de Nizhnearjyzsjoye gorodiahche, a la que se ha intentado identificar con la capital de Alania, un estado cristiano destruido por las hordas de Möngke en el siglo XIII. No hay ningún documento bizantino que mencione el nombre de la ciudad, a la que Al-Masudi se refiere como Ma'as o Maghas.
La característica más remarcable del yacimiento es un conjunto de tres iglesias del medievo temprano, cuya construcción se ha asociado con las actividades misioneras del Patriarca Nicolás I, el Místico en el Cáucaso Norte. Estas estructuras tienen mucho en común con la iglesia de Shoana y la iglesia de Senty, situadas en valles vecinos. En el siglo XIX las iglesias fueron asignadas al monasterio de San Alejandro Nevski. Tras la desintegración de la Unión Soviética, se ha restablecido una comunidad monástica.
Se cree que la Templo del Norte de Zelenchuk fue la catedral de la diócesis de Alania entre los siglos X y XIII. La cúpula tiene una altura de 21 metros, el muro occidental tiene una longitud de 42 m. El nártex contenía antiguamente un baptisterio. Un viajero del siglo XIX describió los frescos bizantinos por los que aún eran visibles en sus muros.
El Templo Central de Zelenchuk parece haber sido concebida algo antes que las otras dos, con la forma de una cruz, pero fue ampliada hacia el oeste durante o poco después de su construcción. Es mucho más grande que el Templo del Sur de Zelenchuk, que fue construida a base de gruesos ladrillos de escombros y restaurada ampliamente por los monjes en 1899, que no se usó durante la era soviética y fue reconsagrada a San Elías en 1991. La iglesia Sur tiene la distinción de ser la iglesia en funcionamiento más antigua de Rusia.
A 30 km de Nizhni Arjyz se descubrió una inscripción en 1888. Aunque está escrita en caracteres griegos, la inscripción (fechada en 941 o 963) fue interpretada por Vasili Abáyev como la muestra de escritura en osetio más antigua conservada. Otra atracción turística del valle, es una pintura de Cristo en la roca de tipo mandylion, fechada en el siglo X aunque descubierta recientemente.

## Observatorio
Arjyz es la sede de un observatorio astrofísico que durante tiempo albergaba el mayor telescopio reflector de espejo sólido del mundo (6 m de diámetro).

## Galería

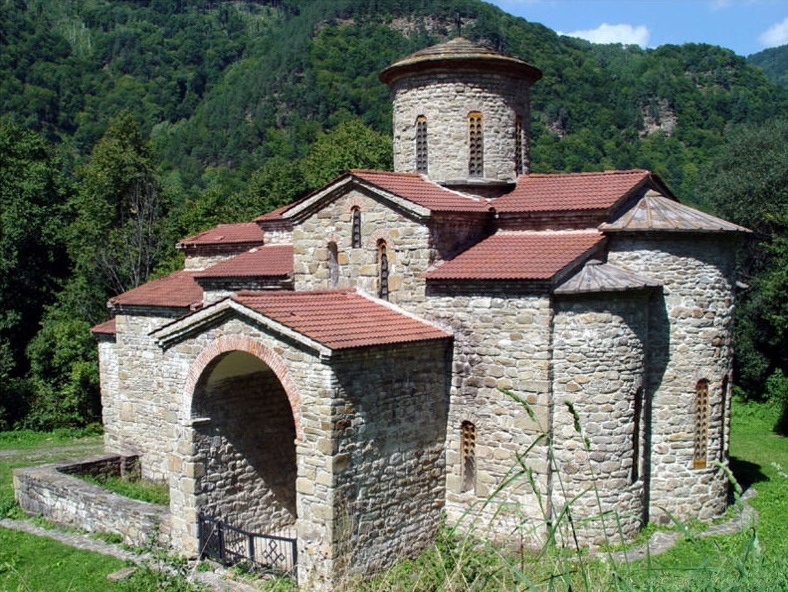
Templo del Norte de Zelenchuk está dedicada a San Jorge
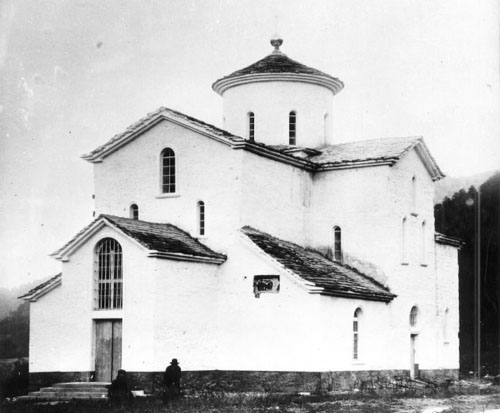
Templo Central de Zelenchuk tras ser reformada en 1897
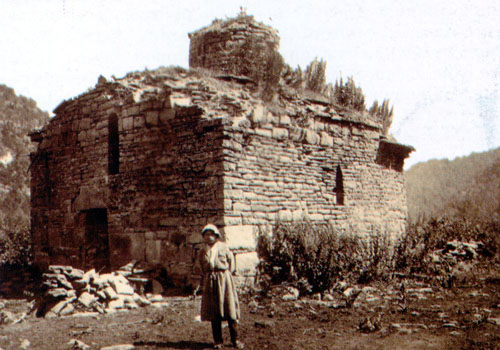
Vista del Templo del Sur de Zelenchuk en 1882
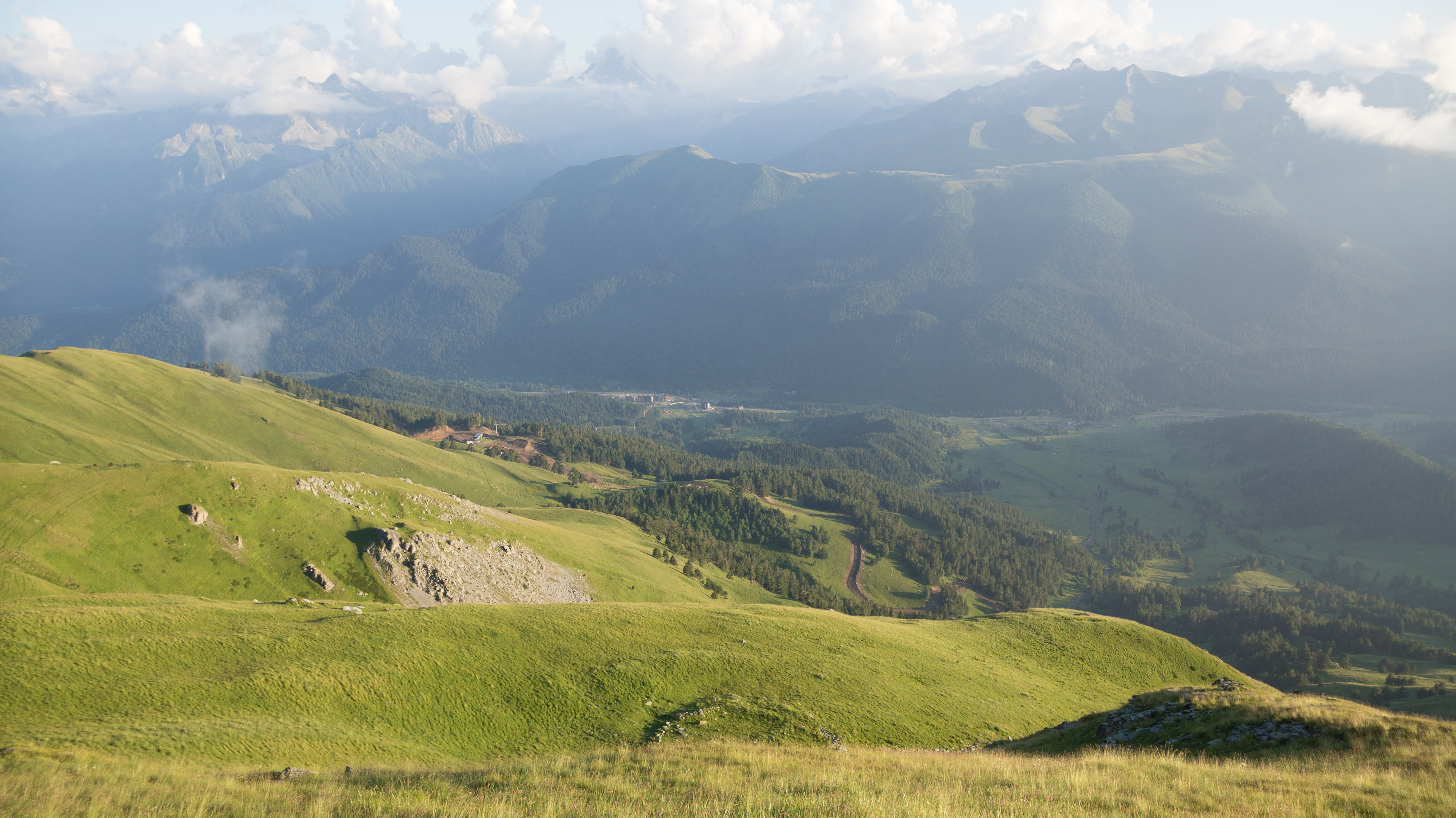
Paisaje montañoso del valle de Bolshói Zelenchuk